# Néphroïde

Construction mécanique de la néphroïde

La néphroïde est une courbe algébrique plane, trajectoire d'un point fixé à un cercle qui roule sans glisser sur un second cercle de diamètre double. C'est donc un cas particulier d'épicycloïde, à deux rebroussements. Un épicycloïde est une courbe cycloïdale dont la directrice est un cercle.

## Étymologie et histoire
Son nom vient du grec nephros (rein), en référence à sa forme, et lui fut donné par Richard Proctor.
Ce type de courbe a été étudié par Huygens, Tschirnhausen en 1679, Jacques Bernoulli en 1692, Daniel Bernoulli en 1725 et Proctor qui a donné le nom en 1878.

## Définition mathématique
La courbe peut être définie par l'équation cartésienne suivante :

{\displaystyle (x^{2}+y^{2}-4a^{2})^{3}=108a^{4}y^{2}}
On peut également la définir par une équation paramétrique :

{\displaystyle x=a(3\cos t-\cos 3t),\quad y=a(3\sin t-\sin 3t).}

## Optique
La néphroïde est une caustique de cercle par réflexion avec la source lumineuse située infiniment loin, de sorte que les rayons incidents sont parallèles. Lorsque la source est située sur le bord du cercle, on distingue une forme comparable mais il s'agit alors d'une cardioïde.
| - Cardioïde apparaissant nettement dans une cocotte en fonte - Semi-néphroïde comme caustique. La source lumineuse est située infiniment loin vers le bas de la figure. |